# Campylaimus ponticus
Campylaimus ponticus is een rondwormensoort uit de familie van de Diplopeltidae. De wetenschappelijke naam van de soort is voor het eerst geldig gepubliceerd in 1981 door Sergeeva.